# Ariel Ortega
Arnaldo Ariel Ortega (Ledesma, Jujuy, 4 de março de 1974) é um ex-futebolista argentino que atuava como meio-campista.

## Carreira
Começou a jogar no River Plate em 1991, aos 17 anos, pelas mãos de Daniel Passarella, onde destacou-se pela sua forma de jogar, conquistando vários campeonatos com os Millonarios, tornando-se uma das referências da equipe que dominou o futebol argentino nos anos 1990.
Ganhou a Copa Libertadores da América em 1996 e no ano seguinte transferiu-se para a Europa, onde jogou no Valencia, da Liga Espanhola.
Jogou ainda nas equipes italianas da Sampdoria e Parma, clube pelo qual venceu a Supercopa da Itália em 1999. Em 2000 retornou ao River Plate, onde voltou a ser ídolo do clube. Já em 2002 transferiu-se para o Fenerbahçe, da Turquia.
Em 2004, voltou à Argentina para jogar no Newell's Old Boys. Nesse clube foi campeão em 2004. Em 2006 voltou ao seu clube de origem, o River Plate. Em 2008, porém, o River cansou-se dos problemas de Ortega com o alcoolismo. O jogador recebeu proposta do milionário futebol dos Emirados Árabes, da equipe do Al Ain, mas preferiu ser repassado por empréstimo de 1 milhão de dólares ao Independiente Rivadavia, da segunda divisão da Argentina, de forma que teria maior comodidade para tratar-se - este clube é de Mendoza, de onde ele poderia ir com facilidade a Santiago (Chile), cidade onde fazia o tratamento contra a sua dependência. Após a curtíssima passagem pelo Independiente Rivadavia, regressou novamente para o River Plate.
Ainda em 2009 voltou a ter problemas com o alcoolismo, desta vez foi proibido de integrar o grupo do River Plate até que se tratasse do problema após mais uma recaída. Com a gravidade do assunto, Ortega estudou a possibilidade de abandonar os gramados.
Foram idas e vindas, altos e baixos. O craque argentino não conseguia se livrar do vício e fora emprestado em 2011 para o All Boys, mas não conseguiu uma grande sequência de partidas por estar fora de forma e acertou com o Defensores de Belgrano, da terceira divisão argentina.
Em 11 de agosto de 2012, anunciou oficialmente o final da carreira, após uma série de amistosos. No dia 13 de julho de 2013 despediu-se oficialmente do futebol, num amistoso (que reuniu nomes como Sorín, Saviola, Francescoli e Ayala contra os jogadores do então atual plantel do River Plate) no Monumental de Nuñes, com mais de 60 mil torcedores presentes.
| “ | "Pensei em dizer mil coisas, mas só consigo agradecer. Sou grato a Deus por ter feito de mim um torcedor do River. Esta camisa sagrada que eu amo." | ” |

## Seleção Nacional
Pela Seleção Argentina, Ortega estreou em 1993, em uma partida contra a Alemanha em Miami. Viria ainda a representar a Albiceleste em três Copas do Mundo. Conquistou a medalha de ouro nos Jogos Pan-Americanos de 1995, obteve a medalha de prata nos Jogos Olímpicos de 1996 e o vice-campeonato na Copa das Confederações de 1995. Disputou um total de 86 partidas e marcou 17 gols.

## Títulos
River Plate
- Copa Libertadores da América: 1996
- Torneio Apertura: 1991, 1993, 1994 e 1996
- Torneio Clausura: 2002 e 2008

Parma
- Supercopa da Itália: 1999

Newell's Old Boys
- Torneio Apertura: 2004

Seleção Argentina
- Jogos Pan-Americanos: 1995

### Prêmios individuais
- Seleção do ano na América do Sul: 1994, 1996 e 2001

### Campanhas de destaque
Seleção Argentina
- Medalha de prata nos Jogos Olímpicos de 1996
- Copa das Confederações: 1995 (vice-campeão)